# Sofronie de la Cioara
Sofronie de la Cioara a fost un călugăr ortodox care s-a aflat în fruntea celei de-a doua revolte anticatolice din Transilvania secolului al XVIII-lea. El a fost canonizat de Biserica Ortodoxă Română la 28 februarie 1950, fiind proclamat solemn ca sfânt mărturisitor la 21 octombrie 1955 în Catedrala ortodoxă din Alba Iulia.

## Primii ani
Sofronie s-a născut în prima jumătate a secolului al XVIII-lea în satul Cioara (azi Săliștea, Alba), care era în acel timp parte a Imperiului Habsburgic. Numele de familie a fost Popa (sau Popovici, după alte surse), iar până a se călugări, prenumele său a fost Stan. Numele de familie sugerează că unul dintre strămoșii săi ar fi fost preot sau venetic venit de prin Balcani. După moartea soției sale s-a călugărit la Mănăstirea Curtea de Argeș din Țara Românească. Potrivit lui Nicolae Iorga, călugărul Sofronie „abia putea ceti și numai foarte rău scrie”.
Sofronie s-a reîntors mai târziu la Cioara, satul natal, unde a construit un mic schit din lemn în pădurea din apropierea așezării, adunând și câțiva ucenici. Acolo ar fi ținut și câțiva copii la învățătură. Și-a dedicat viața monahismului până în 1757, când a început să promoveze o răzvrătire împotriva Unirii religioase a românilor ardeleni, adică împotriva Bisericii Române Unite.

## Situația religioasă în Banat și Transilvania
Faptul că românii din Transilvania, datorită religiei ortodoxe, erau supuși bisericește unor mitropolii din afara Imperiului Habsburgic, nu convenea Curții de la Viena. Unirea lor cu Biserica Romei prezenta o oportunitate pentru ca Imperiul Habsburgic să-și întărească poziția în regiune.
Prin patenta imperială din anul 1692 împăratul Leopold I a decretat că toți credincioșii, cei de rit grecesc uniți cu Biserica Romană, se vor bucura de toate scutirile și privilegiile de care se bucură credincioșii de rit latin (romano-catolici). Biserica Ortodoxă din Transilvania urma să fie sub jurisdicția Bisericii Romano-Catolice, conform canoanelor Conciliului de la Ferrara-Florența 1438-1449. Așadar, transilvănenii erau încurajați să accepte Unirea cu Biserica Romei și să recunoască pe vlădicul Bisericii românești unite, păstrând în schimb ritul și tradiția răsăriteană, calendarul și toate obiceiurile legate de cult, acceptând doar cele patru puncte doctrinare stabilite la Conciliul de la Florența: Papa drept cap suprem al bisericii în locul Patriarhului constantinopolitan, existența Purgatoriului, doctrina Filioque și recunoașterea ca folosire și a pâinii nedospite (azimă) pe lângă cea dospită, ca împărtășanie. Clerul român a fost primul care a obținut o serie de avantaje în urma unirii, ce însemna egalitatea cu preoțimea catolică de rit latin, inclusiv primirea acelorași drepturi și privilegii.. Seton-Watson scria în cartea sa că „în ciuda tuturor greutăților, evlavia oamenilor obișnuiți, neuniți, față de credința străveche a fost cu adevărat emoționantă, iar nevoia latentă de un episcop ortodox și de libertate religioasă a devenit încetul cu încetul mai vocală și a fost stârnită de exemplul uniat”.
Același împărat Leopold I a acordat privilegii și ortodocșilor sârbi. Aceștia au primit dreptul de liberă alegere a mitropolitului, precum și dreptul de a avea mai multe episcopii. În baza așa numitelor privilegii ilirice emigranții sârbi în frunte cu patriarhul Arsenie al III-lea Crnojevic au părăsit teritoriul aflat sub stăpânire otomană și s-au așezat în ținutul Sirmiei, administrat de austrieci. Pe baza privilegiilor leopoldine sediul Mitropoliei ortodocșilor sârbi a fost mutat anul 1713 de la Krusedol la Carloviț.

## Mișcarea lui Sofronie (1759–1761)
Sofronie, în calitate de călugăr ortodox, a luat și el drumul Carlovițului, de unde s-a întors cu misiunea dată de mitropolitul ortodox sârb ca românii din Banat și Transilvania să abandoneze ierarhia bisericească română unită și să se pună sub jurisdicția Mitropoliei de la Carloviț. Precedentul în acest sens a fost creat de călugărul sârb bosniac Visarion Sarai, care a dus la vacantarea Episcopiei române unite de la Blaj prin exilul episcopului Inocențiu Micu-Klein.
În primăvara anului 1757 autoritățile austriece din satul din apropiere, Vințu de Jos, au distrus micul schit al lui Sofronie, în încercarea de a elimina rezistența ortodoxă sârbă din Transilvania. De asemenea, autoritățile au început să aresteze pe cei care predicau și îndemnau la revoltă contra Unirii religioase. Ca să scape de arest, Sofronie a fost obligat să părăsească satul Cioara și să se refugieze în zona Hunedoarei.
„Călugăr simplu, se adresează mulțimilor la nivelul lor, în limbajul lor, ațâță fanatismul popular. Agită împotriva Unirii, a preoților uniți, a episcopului de la Blaj. Unirea e mincinoasă, uniții sînt eretici, papistași dați cu nemții.”
După revoltele ortodocșilor (neuniților) ardeleni și după ce nemulțumirea acestora a devenit evidentă, împărăteasa Maria Terezia a emis un edict de toleranță, care părea prea modest pentru a liniști nemulțumirile oamenilor și a dus doar la creșterea tulburărilor.
În 6 octombrie 1759 Sofronie s-a adresat românilor din Brad, localitate aflată azi în județul Hunedoara, informând oamenii că Edictul de Toleranță al împărătesei a permis populației Transilvaniei să aleagă liber între Ortodoxie (schismăticie) și Unirea religioasă cu Biserica Romei. Autoritățile de la Viena s-au neliniștit datorită numeroaselor conflicte sângeroase provocate de călugărul Sofronie, astfel că trupele imperiale l-au prins pe monahul-predicator. A fost arestat și întemnițat la Bobâlna, sat aflat azi în județul Hunedoara, fiind supus unor interogatorii destul de dure. Pe 13 februarie 1760, Sofronie a fost eliberat datorită presiunii unui grup de 500-600 de țărani români „înarmați cu măciuci” și conduși de protopopul neunit Ioan din Săliște.
Sofronie și-a continuat predicile împotriva Unirii cu Biserica Romei în Țara Zarandului și Țara Moților, declanșând în sudul Transilvaniei și în ținuturile de pe cursul superior al Mureșului o revoltă împotriva românilor uniți, bisericile lor fiind ocupate cu forța, iar preoții alungați din altare cu bătăi crunte. Pe 21 aprilie 1760 s-a adresat comunității românești din Zlatna, iar pe 12 mai s-a adresat celei din Abrud, incitând la ură și violență împotriva Bisericii Române Unite. Consiliul de Miniștri al Austriei de la Viena, alarmat de popularitatea și extinderea conflictelor, a decis pe 3 iunie să-l aresteze, ca mai apoi să-l suprime pe călugărul agitator.
În 2 august 1760 Sofronie a fost arestat de autoritățile imperiale pe când încerca să intre în biserica din Abrud și transferat, mai apoi, la Zlatna. După revolta a mai multor adepți și țărani din satele dimprejur a fost iarăși eliberat condiționat, fiind apoi păzit și ținut ascuns de oamenii care lucrau în minele imperiale din Abrud. O vreme, ei s-au aflat într-o revoltă latentă și au declarat deschis că „puterea nobililor a ajuns la sfârșit, iar acum noi suntem stăpâni”. Cete de țărani și oameni înarmați rudimentar s-au îndreptat apoi spre Blaj, episcopul unit Petru Pavel Aaron fiind astfel amenințat, a fost silit să se refugieze la Sibiu.
Sofronie a convocat la 14/25–18/29 februarie 1761, la Alba Iulia, o întâlnire a unui așa-zis sobor al Bisericii pravoslavnice din Transilvania, care a redactat o petiție în 19 puncte către autoritățile habsburgice prin care se cerea libertate religioasă totală în Transilvania, dreptul numirii unui episcop neunit (ortodox, sârb) și eliberarea răzvrătiților arestați. Autoritățile austriece l-au trimis pe generalul Adolf von Buccow să liniștească revoltele din regiune, iar acesta a dispus arestarea a mai multora preoți neuniți, adepți ai lui Sofronie, și trimiterea lor în surghiun cu toți aceia care se împotriveau orânduirii și militau pentru ruperea Unirii religioase cu Roma. Sofronie a fost trimis în judecată și condamnat la cinci ani de închisoare, însă a reușit să fugă, între timp, în Valahia, unde avea mai mulți susținători din partea Bisericii pravoslavnice sârbe. A continuat să se dedice vieții monahale, fiind călugăr la mănăstirile din Robaia (1764–1766) și Vieroși (1766–1771), iar apoi egumen la Curtea de Argeș, toate cele trei mănăstiri aflându-se astăzi în județul Argeș. A murit la mănăstirea Curtea de Argeș.
Ca ripostă față de revoltele conduse de Sofronie în Transilvania, generalul Buccow a ars din temelii mai multe schituri ortodoxe din sudul principatului ardelean ridicate la inițiativa călugărului de la Cioara  și a distrus cu tunurile vreo 150 de biserici și mănăstiri ortodoxe. Oricum, tulburările au continuat și după, iar pentru a readuce ordinea, împărăteasa a emis un edict imperial, în 1769 care a dat statut legal cultului ortodox, recunoscându-l ca religie, și în Transilvania. Tensiunile au continuat să existe și doar în timpul împăratului Iosif al II-lea a existat o atmosferă de toleranță religioasă determinată de Edictul de Toleranță din 8 noiembrie 1781. Această situație i-a făcut pe mulți români să-ți manifeste oficial apartenența la Biserica neunită, fapt ce arată că nu s-a mai folosit vreun element de constrângere în convertirile ulterioare.

## Rezultatele mișcării
Mișcarea lui Sofronie a dus, prin revoltele aprige și conflictele confesionale în sânul populației românești, spre schimbarea statutul Bisericii neunite lor din „tolerată” în „recunoscută oficial”. În cele din urmă, ortodocșii au obținut recunoașterea de către Curtea de la Viena a existenței legale a Bisericii lor și numirea unui ierarh în persoana episcopului sârb Dionisie Novacovici. A fost primul episcop ortodox (neunit) din Transilvania de după 1701, când Mitropolia ortodoxă din Alba Iulia a acceptat, în urma marelui sobor condus de Mitropolitul Athanasie Anghel, unirea cu Biserica Romei.
Istoricul Keith Hitchins a propus o explicație pentru atașamentul ”rumânilor”, al oamenilor obișnuiți, față de credința  pravoslavnică străveche, în ciuda faptul că Unirea cu Roma le-ar fi adus mult mai multe avantaje și privilegii materiale: 
| “ | Mișcarea stârnită de Sofronie oferă perspective valoroase cu privire la noțiunile populare de comunitate. Climatul de opinie predominant în sat, după cum a arătat rezistența ortodoxă față de Unirea cu Roma, pare unul istoric, non-național și într-o anumită măsură milenar. Cei care l-au urmat pe Sofronie și-au văzut propriile vieți în termenii dramei biblice de cădere a omului și de răscumpărare. Trecutul creștin este așadar prezentul lor, făcut în continuare real prin ceremoniile religioase. Într-un anumit sens, ei au trăit un prezent continuu, în care credințele și practicile străvechi erau modele pentru viața de zi cu zi. Religia le-a determinat cadrul de referință pe pământ, iar, când s-au gândit la apartenența lor la o comunitate mai presus decât cea a familiei sau a satului, ei s-au considerat parte a lumii ortodoxe. Este clar că a existat o conștiință etnică - ei erau conștienți de diferențele dintre ei și sârbi, de exemplu, și s-au agățat de „religia valahă” - dar ideea de națiune ca un context natural în care ar trebui să trăiască era străină de ei. | ” |

Intelectualitatea clericală și laică din Biserica Română Unită a avut o abordare diferită față de problema națiunii române din Transilvania. Ei posedau un sens profund al istoriei și gândeau din ce în ce mai mult în termeni de 'națiune', creând pe această cale un nou drum de evoluție pentru românii din Transilvania.
Mișcarea ortodoxă condusă de Sofronie, centrată pe apartenența religioasă, și mișcarea intelighenției greco-catolice din Transilvania, centrată pe ideea de națiune și origine romană, au avut în cele din urmă efecte complementare. Ambele au menținut legăturile dintre românii din Transilvania și cei din Valahia și Moldova și pot fi văzute ca etape importante din istoria românilor de dincolo și de dincoace de Carpați.

## Canonizare
În ședința sa din 28 februarie 1950, Sfântul Sinod al Bisericii Ortodoxe Române a hotărât canonizarea unor sfinți de neam român, între care: Calinic de la Cernica, mitropoliții Ilie Iorest și Sava Brancovici ai Transilvaniei, Ioan Valahul, Visarion Sarai, Sofronie de la Cioara și Oprea Nicolae (Miclăuș) din Săliște. Călugărul Sofronie de la Cioara a fost trecut în rândul sfinților mărturisitori, împreună cu ieromonahul Visarion Sarai și țăranul Oprea Nicolae (Miclăuș), prăznuirea lor urmând să aibă loc în ziua de 21 octombrie. Justificarea canonizării lor a fost următoarea: „smeriții între ieromonahi Visarion și Sofronie, care au surpat cu virtutea și cu pătimirile lor puterea vrăjmașilor Ortodoxiei și împreună cu drept-credinciosul creștin Oprea, care a pecetluit cu moartea statornicia lui în credința părinților noștri, să se numere cu Sfinții și să se cinstească după toată pravila ca Sfinți Mărturisitori și Mucenici, în tot cuprinsul Bisericii noastre”.
Proclamarea solemnă a canonizării lor a avut loc la 21 octombrie 1955 în Catedrala ortodoxă din Alba Iulia. Ieromonahul Nicolae Mladin (viitor mitropolit al Ardealului) a rostit o predică cu acel prilej, afirmând că cei trei sfinți noi „nu reprezintă numai câteva vrednicii personale, crescute cine știe cum, ca din întâmplare în sânul Bisericii noastre, ei nu sunt mărturisitori izolați ai unei credințe pur personale, ci ei sunt piscuri de sfințenie sprijinită pe umerii uriași ai credinței Bisericii întregi, sunt valuri de lumină din marea tălăzuire a valurilor de credință ce au umplut veacurile zbuciumate ale istoriei credincioșilor români din Ardeal”.